# 가래 (식물)
가래는 가래과의 여러해살이풀로 학명은 Potamogeton distinctus이다.

## 특별한 점
땅속줄기의 각 마디에서 뿌리가 나오며, 각 마디마다 물속줄기가 뻗어나온다. 잎은 물에 뜨는 잎(부수엽)과 잠기는 잎(침수엽)으로 구별되는데, 물에 잠긴 잎은 길이가 약 15cm, 폭이 약 2.5cm되는 피침형으로 막질이며 길이 15cm 정도의 잎자루를 가지고 있다. 한편, 물에 뜨는 잎은 긴 타원형으로 길이는 5-100cm 정도이며 윗면은 녹색, 아랫면은 녹갈색이다. 5-200cm 정도의 잎자루를 가지고 있으며, 또한 길이 4-7cm 정도의 막질인 턱잎이 있다. 5-10월경이 되면 자루가 없는 꽃이 빽빽하게 달려 길이 3-6cm 정도의 이삭꽃차례를 이룬다. 꽃은 양성화로 꽃덩이가 없으며 4개의 수술을 가지는데, 꽃밥 사이에 부속 돌기가 있어 이들이 마치 꽃덮이조각과 같은 모양이다. 심피는 1-3개가 있으며, 열매는 수과인데 과피는 딱딱하고 등 부분에는 좁은 날개가 있다. 한편, 발아시에는 과피의 일부가 뚜껑 모양으로 열린다. 주로 연못이나 논에서 자라며 한국에서는 제주•경기•황해•평북•부산•인천 등지에 분포하고 있다.